# ZatsuTabi -That's Journey-
Zatsu Tabi: That's Journey (ざつ旅 -That's Journey-, litt. « Voyages désordonnés ») est un manga écrit et illustré par Kenta Ishizaka. La série est publiée dans le magazine Dengeki Maoh par l'éditeur ASCII Media Works depuis mars 2019.
Une adaptation en anime, produite par le studio Makaria, est diffusée à la télévision japonaise d'avril à juin 2025. Dans les pays francophones, elle est diffusée, en version originale sous-titrée, sur Crunchyroll.

## Synopsis
Chika Suzugamori, qui rêve de devenir mangaka, échoue à plusieurs reprises à se faire publier. Stressée, elle décide de partir en voyage pour s'évader et penser à autre chose. Sans rien planifier, elle organise un sondage sur les réseaux sociaux pour choisir ses destinations, ce qui la mène à des endroits inattendus à travers le Japon. Au cours de son voyage, Chika rencontre différentes personnes, découvre les cultures locales et trouve de nouvelles inspirations pour son manga.

## Personnages
Chika Suzugamori (鈴ヶ森 ちか, Suzugamori Chika)
Voix japonaise : Hika Tsukishiro (ja)
Koyomi Hasunuma (蓮沼 暦, Hasunuma Koyomi)
Voix japonaise : Sayumi Suzushiro
Yui Unoki (鵜木 ゆい, Unoki Yui)
Voix japonaise : Sae Hiratsuka (ja)
Fuyune Kōjiya (糀谷 冬音, Kōjiya Fuyune)
Voix japonaise : Satomi Satō
Riri Tenkūbashi (天空橋 りり, Tenkūbashi Riri)
Voix japonaise : Yōko Hikasa
Yoshimoto (吉本)
Voix japonaise : Yū Kobayashi (ja)

## Manga
La série est écrite et dessinée par Kenta Ishizaka. Elle est publiée dans le magazine Dengeki Maoh de l'éditeur ASCII Media Works à partir du 27 mars 2019. L'éditeur ASCII Media Works publie les volumes en format tankōbon depuis le 27 septembre 2019. 13 volumes sont sortis au Japon depuis le 27 juin 2025.
Un spin-off sous la forme d'un manga illustré par Meidosuki et toujours scénarisée par Kenta Ishizaka nommée Zatsu Tabi: Another Side View: Hasunuma Koyomi no Nichijō est publiée dans le magazine Dengeki Maoh depuis le 27 octobre 2023,. Un premier volume est sorti au Japon depuis le 27 décembre 2024.

### Liste des tomes

#### Zatsu Tabi: That's Journey
| no | Japonais          | Japonais          |
| no | Date de sortie    | ISBN              |
| -- | ----------------- | ----------------- |
| 1  | 27 septembre 2019 | 978-4-04-912825-3 |
| 2  | 10 février 2020   | 978-4-04-913045-4 |
| 3  | 27 juillet 2020   | 978-4-04-913299-1 |
| 4  | 26 décembre 2020  | 978-4-04-913591-6 |
| 5  | 27 mai 2021       | 978-4-04-913802-3 |
| 6  | 25 décembre 2021  | 978-4-04-914120-7 |
| 7  | 27 mai 2022       | 978-4-04-914430-7 |
| 8  | 26 décembre 2022  | 978-4-04-914710-0 |
| 9  | 26 mai 2023       | 978-4-04-915016-2 |
| 10 | 27 décembre 2023  | 978-4-04-915380-4 |
| 11 | 26 juin 2024      | 978-4-04-915797-0 |
| 12 | 27 décembre 2024  | 978-4-04-916178-6 |
| 13 | 27 juin 2025      | 978-4-04-916528-9 |

#### Zatsu Tabi: Another Side View: Hasunuma Koyomi no Nichijō
| no | Japonais         | Japonais          |
| no | Date de sortie   | ISBN              |
| -- | ---------------- | ----------------- |
| 1  | 27 décembre 2024 | 978-4-04-916179-3 |

## Anime
L'adaptation en anime est annoncée dans le Dengeki Maoh, le 26 mai 2023,. Plus tard, il est annoncé que le studio Makaria s'occupe de l'animation et que la série est réalisée par Masaharu Watanabe, avec  Yoshiko Nakamura qui supervise le scénario, un character design de Rere et une musique composée par Yoshiaki Fujisawa (ja). Hitoshi Kubota (ja) est le narrateur de la série. La série est diffusée depuis le 7 avril au 23 juin 2025 au Japon sur AT-X et d'autres chaines. La version francophone est diffusée en simulcast sur la plateforme en ligne Crunchyroll.
Le générique de début est Tabi Shiyo! Don't You? (旅しよ！don't you？, litt. « Voyageons ! Et vous ? »), interprété par Harmoe (ja) tandis que Sizuk (ja) interprète le générique de fin intitulé Bookmarks.

### Liste des épisodes
| No | Titre français                                     | Titre japonais                  | Titre japonais                           | Date de 1re diffusion |
| No | Titre français                                     | Kanji                           | Rōmaji                                   | Date de 1re diffusion |
| -- | -------------------------------------------------- | ------------------------------- | ---------------------------------------- | --------------------- |
| 1  | Les 1 225 premières marches                        | はじめの1225段                  | Hajime no ichi-sen ni-hyaku ni-jū-go dan | 7 avril 2025          |
| 2  | Ça en valait la peine ! Voyage à deux              | 伊達じゃない！ きときとふたり旅 | Date ja nai! Kitokito futari tabi        | 14 avril 2025         |
| 3  | On garde le rythme !                               | そのままのコシで                | Sono mama no koshi de                    | 21 avril 2025         |
| 4  | By the Sea !                                       | ふ、ばいざしー                  | Fu, bai za shī                           | 28 avril 2025         |
| 5  | Le Corbeau, le Dragon, les Soba et l’Île isolée !  | カラスと龍と蕎麦と離島          | Karasu to ryū to soba to ritō            | 5 mai 2025            |
| 6  | L’Aventure en plein été                            | 真夏の大冒険旅！                | Manatsu no daibōken tabi!                | 12 mai 2025           |
| 7  | Une ville où l’on peut rencontrer les dieux !      | 神様と出会える街？ そして...    | Kamisama to deaeru machi? Soshite...     | 19 mai 2025           |
| 8  | Trois Femmes en harmonie                           | 女子三人寄って睦まじい          | Joshi sannin yotte mutsumajii            | 26 mai 2025           |
| 9  | Un bon bain chaud avant le premier lever de soleil | 温泉で完成して、初日の出        | Onsen de kansei shite, hatsuhinode       | 2 juin 2025           |
| 10 | Le village du cœur                                 | ココロのふるさと                | Kokoro no furusato                       | 9 juin 2025           |
| 11 | Visite au temple avec Fuyune                       | 師匠と片参り                    | Shishō to katamairi                      | 16 juin 2025          |
| 12 | That's Journey                                     |                                 |                                          | 23 juin 2025          |

## Réception
Le manga a été nommé pour les Next Manga Awards 2020 et 2021 dans la catégorie manga papier,.

### Annotations
1. ↑  Les titres français de l'adaptation en anime proviennent de Crunchyroll.

### Œuvres

#### Zatsu Tabi: That's Journey
Édition japonaise
1. 1 2  (ja) « ざつ旅-That's Journey- １ », sur Kadokawa Corporation (consulté le 12 juin 2025)
2. 1 2  (ja) « ざつ旅-That's Journey- 2 », sur Kadokawa Corporation (consulté le 12 juin 2025)
3. 1 2  (ja) « ざつ旅-That's Journey- 3 », sur Kadokawa Corporation (consulté le 12 juin 2025)
4. 1 2  (ja) « ざつ旅-That's Journey- 4 », sur Kadokawa Corporation (consulté le 12 juin 2025)
5. 1 2  (ja) « ざつ旅-That's Journey- 5 », sur Kadokawa Corporation (consulté le 12 juin 2025)
6. 1 2  (ja) « ざつ旅-That's Journey- 6 », sur Kadokawa Corporation (consulté le 12 juin 2025)
7. 1 2  (ja) « ざつ旅-That's Journey- 7 », sur Kadokawa Corporation (consulté le 12 juin 2025)
8. 1 2  (ja) « ざつ旅-That's Journey- 8 », sur Kadokawa Corporation (consulté le 12 juin 2025)
9. 1 2  (ja) « ざつ旅-That's Journey- 9 », sur Kadokawa Corporation (consulté le 12 juin 2025)
10. 1 2  (ja) « ざつ旅-That's Journey- 10 », sur Kadokawa Corporation (consulté le 12 juin 2025)
11. 1 2  (ja) « ざつ旅-That's Journey- 11 », sur Kadokawa Corporation (consulté le 12 juin 2025)
12. 1 2  (ja) « ざつ旅-That's Journey- 12 », sur Kadokawa Corporation (consulté le 12 juin 2025)
13. 1 2  (ja) « ざつ旅-That's Journey- 13 », sur Kadokawa Corporation (consulté le 12 juin 2025)

#### Zatsu Tabi: Another Side View: Hasunuma Koyomi no Nichijō
Édition japonaise
1. 1 2  (ja) « ざつ旅 -Another Side View- 蓮沼暦の日常 １ », sur Kadokawa Corporation (consulté le 12 juin 2025)